# Simlish

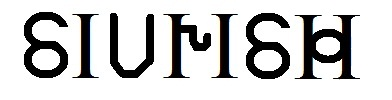
Chữ viết Simlish

Simlish là một ngôn ngữ hư cấu được tạo ra bởi EA Games trong dòng game mô phỏng Sim. Nó được xuất hiện lần đầu trong SimCopter. Nhóm phát triển The Sims đã tạo ra ngôn ngữ đặc biệt Simlish bằng cách trải nghiệm với các ngôn ngữ như Ukraina, Pháp, La-tinh, Phần Lan, Ai-len, Tiếng Anh, Fijian, Cebuano, và Tagalog. Simlish cũng được nghe thấy trong SimCity 4, SimCity Societies và SimCity (2013), nhưng không thường xuyên. Người dân mô phỏng trong Spore (2008) cũng được dạy tiếng Simlish. Simlish đã được tạo ra bởi vì Will Wright - người tạo ra The Sims, biết rằng trò chơi cần những cuộc đối thoại, nhưng không muốn sử dụng ngôn ngữ thực như Tiếng Anh.
Ban đầu, ý tưởng đưa ra là Ngôn ngữ mật mã của người Mỹ trong thế chiến thứ II, Will Wright và chuyên gia ngôn ngữ Marc Gimbel đề nghị thử nghiệm với ngôn ngữ Navajo để tạo ra Simlish. Tuy nhiên, cuối cùng họ quyết định rằng Simlish tốt hơn là một "ngôn ngữ" tạo bởi những từ vô nghĩa mà không thể dịch được, làm cho người chơi thỏa sức tưởng tưởng với trí tưởng tượng phong phú của họ. Sau này Wright bình luận rằng việc sử dụng "ngôn ngữ vô nghĩa" hóa ra lại là lựa chọn phát triển đúng, người chơi sẽ thấy nó "thực" hơn so với những gì được mô phỏng bởi một chiếc máy tính. Âm thanh thực của Simlish được tạo ra một cách ngẫu hứng bởi diễn viên lồng tiếng Stephen Kearin và Gerri Lawlor.

## Âm nhạc
Sims (Người dân mô phỏng) đã có thể nghe nhạc tiếng Simlish trên Boomboxes giá rẻ hay dàn âm thanh ưa thích của họ kể từ khi game xuất hiện; kể từ Hot Date, họ cũng đã nghe nhạc trên loa tường công cộng.
Trong The Sims: House Party and The Sims: Vacation, Sims hát các bài hát lửa trại. Họ hát theo điệu của bài hát "She'll Be Coming 'Round the Mountain", "Michael Row the Boat Ashore" và "On Top of Old Smoky". Lời của những bài hát này được đăng trên trang web chính thức. Một album nhạc miễn phí cho The Sims: Superstar cũng đã được phát hành để tải về (cùng ảnh bìa), với rất nhiều bài hát tiếng Simlish. Nhiều nghệ sĩ đã ghi âm lại các bài hit bằng tiếng Simlish cho bản mở rộng The Sims 2: Pets, bao gồm "Chemicals React" được sáng tác và ghi âm bởi Aly & AJ. (Phiên bản Simlish của Chemicals React có thể được tải trên iTunes), The Flaming Lips with "Free Radicals", The Pussycat Dolls với bài hát đầu bảng xếp hạng "Don't Cha", The Format với bài hát "The Compromise", và Saving Jane với bài hát "Girl Next Door". Trong phiên bản Spanish, La Oreja de Van Gogh làm lại bài hát "Dulce Locura". Ban nhạc  Malbec cũng có bài "Given the Times" được dịch sang Simlish.
Ca sĩ nhạc đồng quê Cowboy Troy cũng đã ghi âm bài hát "I Play Chicken With the Train" bằng Simlish trong một phiên bản mở rộng của trò chơi. Lily Allen cũng ghi âm lại bài hit "Smile", người cũng có một video ca nhạc với một Sim trông giống "Lily Allen". Video này đã được xem hơn 7 triệu lần.

## Bên ngoài dòng gameThe Sims
Xuyên suốt các dòng game 'Sim' do Will Wright thiết kế, gần như tất cả các game đều dùng Simlish như dòng game The Sims. Ví dụ, trong trò chơi SimCity 4, SimCity Societies và SimCity năm 2013, người chơi có thể nghe người dân nói chuyện nếu zoom gần vào. Cũng như thế, các sinh vật có bộ phận miệng của loài linh trưởng trong game Spore cũng nói chuyện bằng ngôn ngữ Simlish, và hover một thành phố sẽ tạo nên một cuộc nói chuyện của các cư dân bên dưới. Trong giai đoạn Civilization, những cuộc nói chuyện này cũng có thể được nghe khi người chơi thiết kế phương tiện di chuyển. Ngoài ra, các khu vực tôn giáo trong game Spore, Steve, một thực thể ngay giữa ngân hà sẽ nói bằng ngôn ngữ Simlish thay vì ngôn ngữ được chọn.
Vào năm 2019, đội The Sims cũng đã tạo nên chương trình companion skill cho game The Sims trên thiết bị Alexa.. Dùng chương trình này, người dùng có thể nghe hơn 140 bài hát trong ngôn ngữ Simlish, trả lời hơn 200 câu hỏi liên quan đến trò chơi và kể những sự thật thú vị về dòng game The Sims.